# ザナソンの呪い
『カーズ・オブ・ザナソン』（Curse of Xanathon）は、ダグラス・ナイルズがD&Dエキスパート・セットで使用するためにデザインしたダンジョンズ&ドラゴンズのモジュールである。
1986年には『ザナソンの呪い』というタイトルで日本語版が出版された。

## プロット概要
ルーナのステファン公爵は、全ての税はビールで支払え、馬は後ろ向きに乗れ、全てのドワーフは｢人間がみて見苦しくないように｣髭をそり落として身体を引き延ばせ、などのような奇妙な宣言を布告し始めた。ステファン公爵は、ルーナの城壁内に居住しているエゼンガール汗国からの移民達のクレリックの長であるザナソンと、ステファンを密かに裏切った警備隊長であるドラコ・ストームセイラーによってもたらされた呪いに冒されている。
プレイヤーキャラクターは公爵の苦悩の本質に気付かねばならない。公爵に彼の軍勢を侵略軍に向かわせるには、プレイヤーキャラクターは公爵から呪いを取り除く方法を知る必要がある。彼らは目的を達成するためにザナソン、ドラコ、彼らの手下達と戦い、呪いの解除薬を発見する必要があるだろう。
ローレンス・シックは彼のロールプレイングゲームに関する資料集(Heroic Worlds)の中で、このモジュールを、プレイヤーが呪いを取り除くために謎を解くという任務を与えられる、街での冒険であると述べている。呪われた街はドワーフの軍勢に脅かされており、プレイヤーキャラクターはこの街を救わねばならない。

## 出版履歴
X3 Curse of Xanathonはダグラス・ナイルズによって執筆され、アートワークはティム・トルーマン担当で、32ページの小冊子と外装カバーという体裁で、1982年にTSRが出版した。Curse of Xanathonは5～7レベルのD&Dキャラクターのための冒険である。このモジュールはダグラス・ナイルズとアラン・ハンマックによって作成され、デボラ・キャンベル・リッチーによって編集された。
1986年10月、株式会社新和が日本語版を出版した。

## 評判
ホワイトドワーフ誌48号のジム・バンブラによる論評で、このモジュールは10段階評価で7を与えられた。彼はCurse of Xanathonを「探偵冒険」と呼んだが、彼は「非常に予定調和な事件」、そして「プレイヤーは一連の明確で論理的な舞台を進み、それにつれて手がかりを発見する」と述べた。彼は、もしプレイヤーが手がかりを見つけられなかったなら、ダンジョンマスターは彼らを次の遭遇に案内せねばならず、それはプレイヤーの自由を損なうものだ、と指摘した。バンブラは、このモジュールは同時に発売されたアドバンスト・ダンジョンズ&ドラゴンズ用のモジュールほどは良くないが、先に発売されたこのシリーズの2つのモジュールであるThe Isle of DreadとCastle Amberよりは優れている、と判定した。